# Julieta Pareja
Julieta Pareja (Carlsbad, California, 18 de febrero de 2009) es una tenista estadounidense. de origen colombiano.

## Carrera
Pareja ganó su primer título profesional en el W15 de Rancho Santa Fe en 2024, al derrotar a Kimmi Hance en la final.
En 2025 tuvo su debut en el WTA Tour, en el 250 de Bogotá. En primera ronda derrotó a María José Sánchez y se convirtió en la primera jugadora nacida en 2009, en ganar un partido en el circuito femenino. En segunda ronda venció a Patricia Maria Țig y en cuartos de final a Leolia Jeanjean, pero perdió en semifinales contra Katarzyna Kawa.